# Aspitates uncinataria
Aspitates uncinataria är en fjärilsart som beskrevs av András Vojnits 1975. Aspitates uncinataria ingår i släktet Aspitates och familjen mätare. Inga underarter finns listade i Catalogue of Life.